# Caminata
Caminata é uma antiga comuna italiana da região da Emília-Romanha, província de Piacenza, com cerca de 301 habitantes. Estende-se por uma área de 3 km², tendo uma densidade populacional de 100 hab/km². Faz fronteira com Canevino (PV), Nibbiano, Ruino (PV).
Depois de um referendum popular, terminado positivamente, que estableceu a fusão com as comunas de Nibbiano e Pecorara numa nova comuna, em 1 de janeiro de 2018 nasceu Alta Val Tidone.

## Demografia
| Variação demográfica do município entre 1861 e 2011                               |
|                                                                                   |
| Fonte: Istituto Nazionale di Statistica (ISTAT) - Elaboração gráfica da Wikipedia |